# Йонатан Ліндсет
Йонатан Ліндсет (норв. Jonathan Lindseth, нар. 25 лютого 1996, Порсгрунн, Норвегія) — норвезький футболіст, центральний півзахисник болгарського клубу ЦСКА (Софія).

## Ігрова кар'єра
У 2014 році Йонатан Ліндсет приєднався до молодіжної команди клубу «Одд». 24 квітня 2014 року Йонатан провів свій перший матч на професійному рівні, коли вийшов на заміну в кубковому матчі.
В 2016 році футболіст приєднався до клубу «М'єндален», з яким в сезоні 2016 року посів третє місце у другому дивізіоні але не змігподолати перехідний плей - оф і не вийшов до вищого дивізіону. В січні 2019 року Ліндсет перейшов до клубу «Сарпсборг 08», з яким підписав контракт до грудня 2020 року. 31 березня 2019 року у першому ж матчі в Елітсерії проти «Молде» Ліндсет відзначився забитим голом.
В липні 2022 року стало відомо, що футболіст переходить до болгарського ЦСКА (Софія). Дебют в новій команді відбувся 4 серпня 2022 року, коли Ліндсет вийшов на заміну у матчі Ліги конференцій.